# Зелиньский, Юлиуш

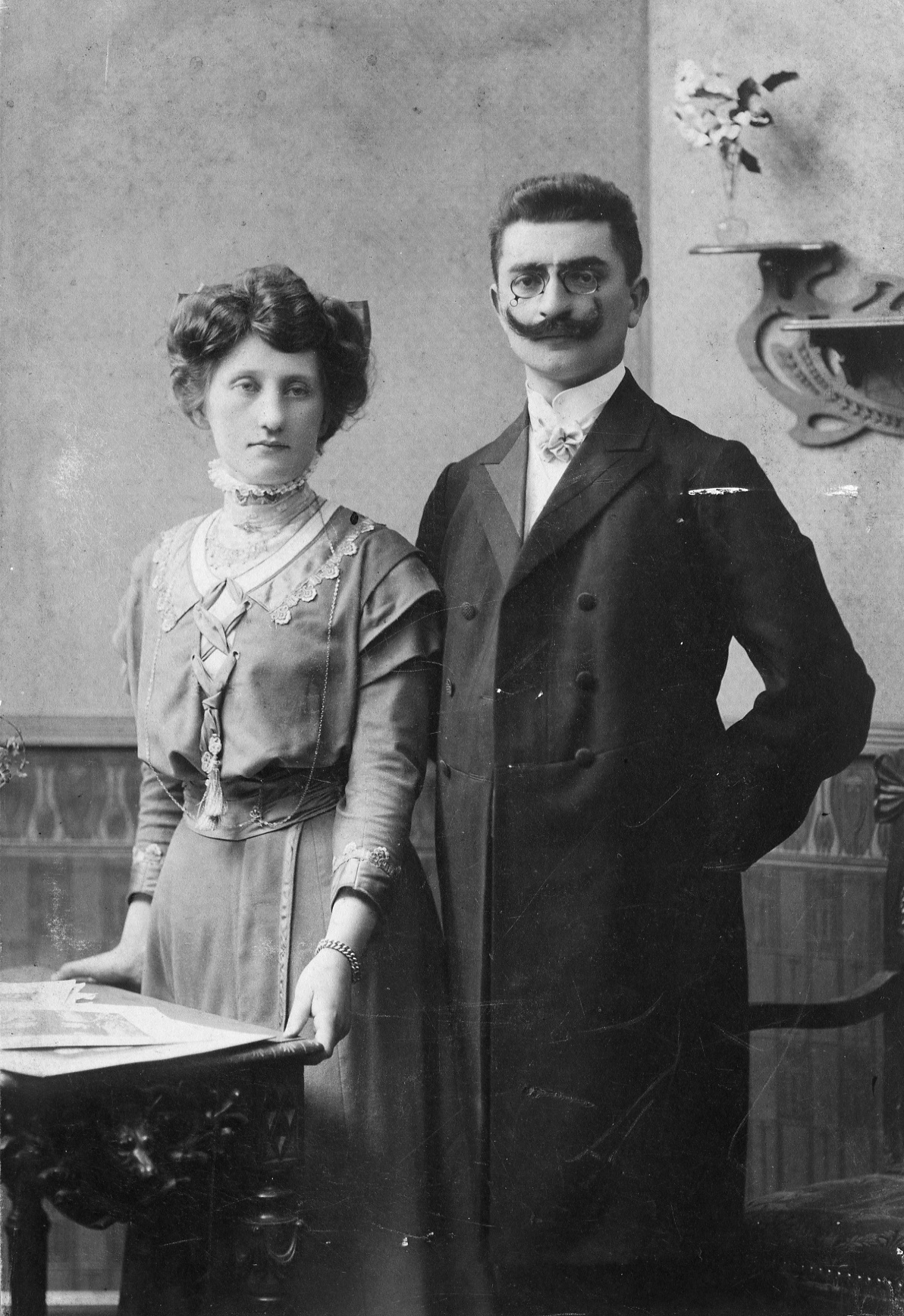
Юлиуш Зелиньский с Марией Доманской, 1912

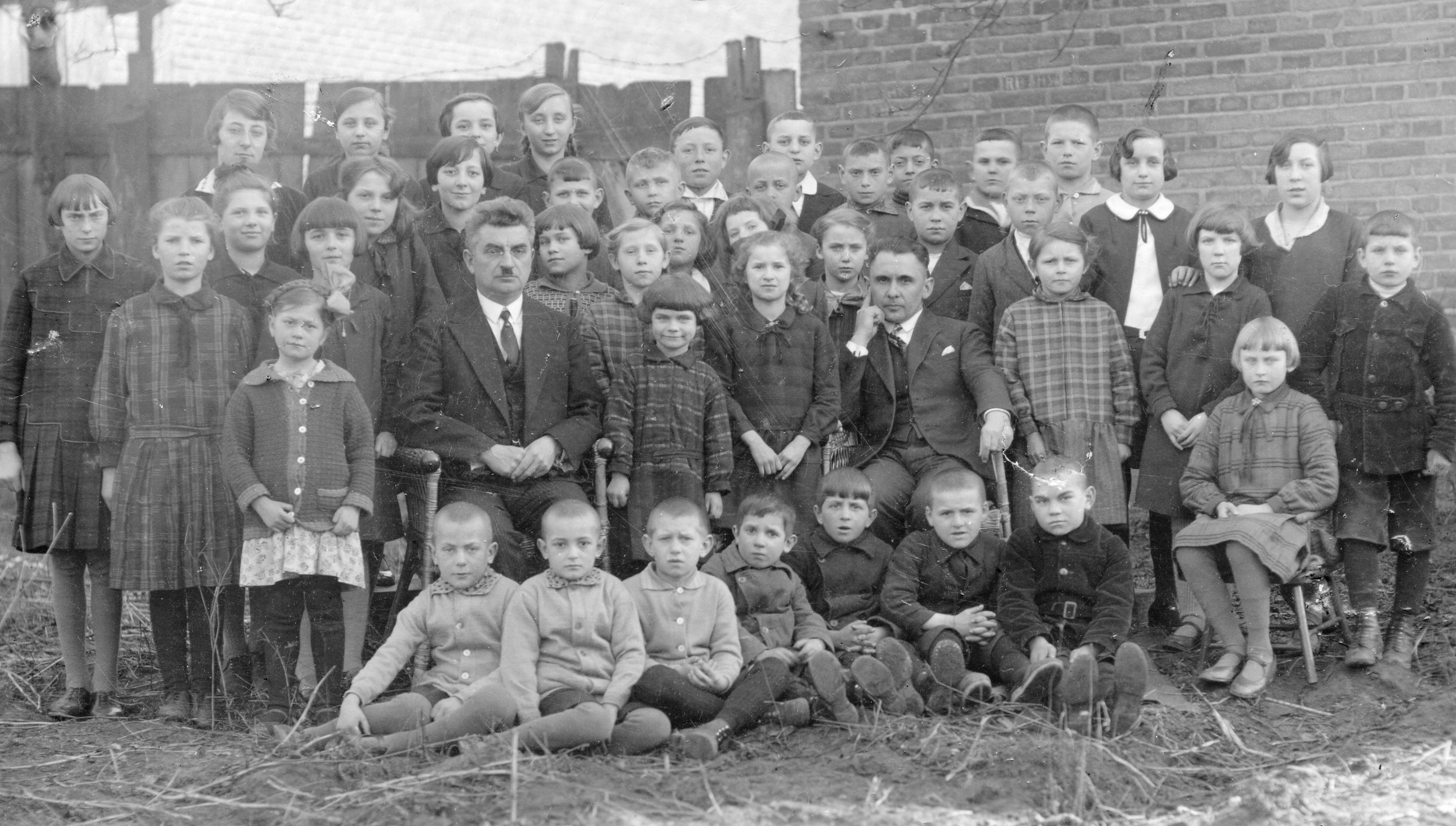
в окружении учеников

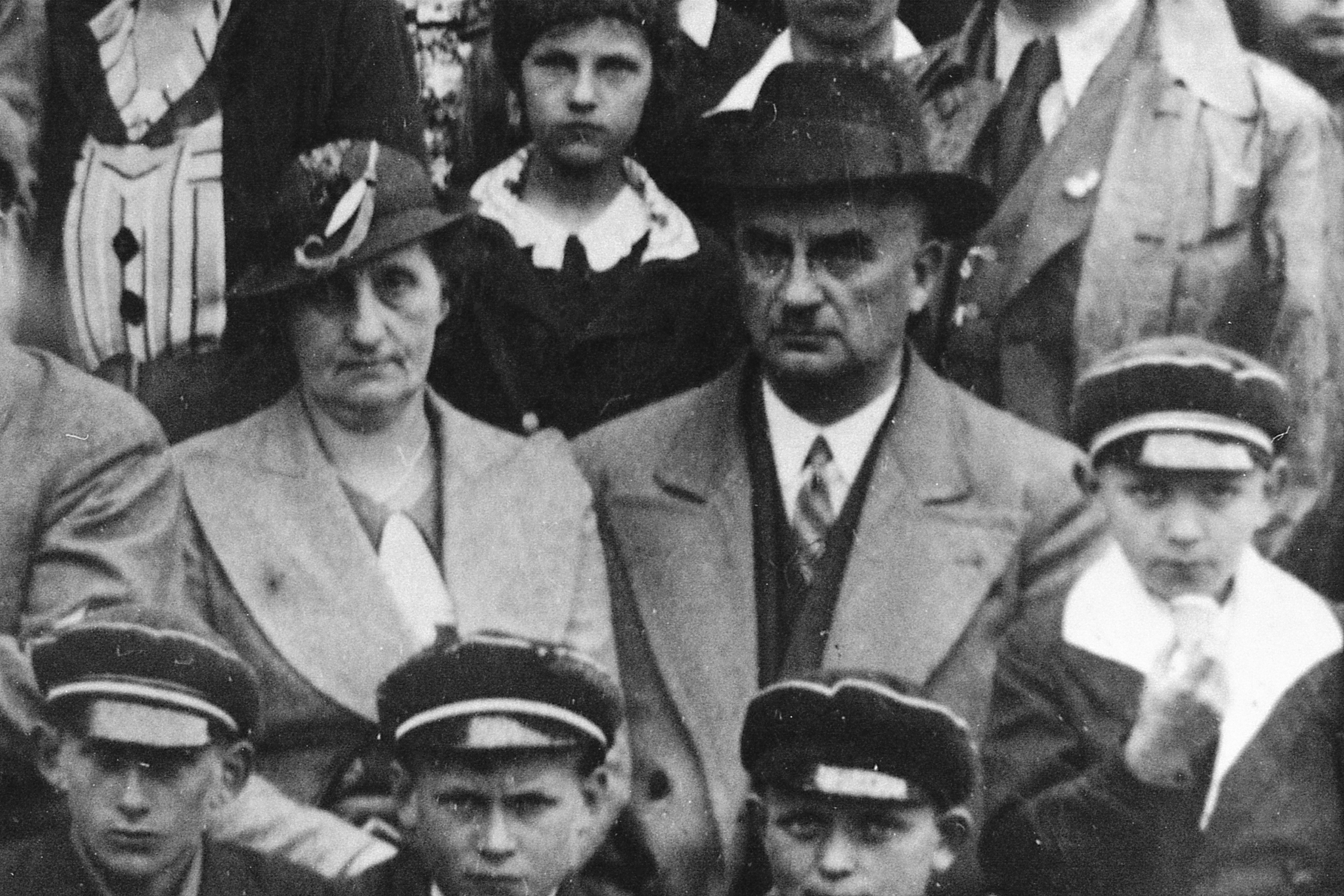
с женой и учениками на экскурсии в Величку

Ю́лиуш Зели́ньский (пол. Juliusz Zieliński, 6 мая 1881, Коморск (Свецкий повят) — 9 января 1944, Дахау) — польский педагог, активист довоенного Союза поляков в Германии, директор польской школы в Злотуве (Крайна).

## Биография
Сын польских крестьян Якова Зелиньского и Вероники (до замужества — Ошвалдовская). Аттестат зрелости получил в 1901 году в немецком педагогическом колледже в Тухоле. С учебного года 1901/1902 начал работу в системе образования: сначала в школе в Козлове (гмина Ласин), потом — в Буке Поморском (гмина Яблоново-Поморске), куда был переведён в 1905 году после второго сданного учительского экзамена. С 1912 года работал в Бялохове, где в ноябре этого же года женился на Марии Доманской, которая была дочерью Франциска Доманского и сестрой священника Болеслава Доманского, бывшего одним из наиболее активных деятелей Союза поляков в Германии и настоятелем прихода в Закшеве. В этом же году принял он руководство школой в Бялохове после своего тестя, который ушёл на пенсию.
Во время Первой мировой войны Юлиуш Зелиньский считался подданным Пруссии. Был призван 12 января 1915 года. Из-за близорукости и порока серда был признан негодным к строевой службе. После соответствующего обучения в июле направлен на восточный фронт в звании унтер-офицера, где служил санитаром. В начале августа был ранен в битве при Нареве. После излечения был направлен во Францию на позиции возле рек Сомма и Уаза, где находился до января 1916 года. После нескольких госпитализаций из-за сердечной недостаточности 17 августа 1916 года был уволен из армии. Вернулся к семье в Бялохово и продолжил работу в школе.
В 1919—1920 годах после обретения Польшей независимости Зелиньский активно участвовал в воссоздании польских государственных структур в Поморье. был комендантом Гражданской охраны. За свою деятельность был награждён в 1927 году Почётным знаком Фронта Поморья. 14 января 1920 года староста Грудзёндза назначил его чрезвычайным войтом области Дусочин, а днём позднее был также назначен чрезвычайным чиновником ЗАГСа в области Бялохово. В этом же году переехал из Бялохово в Шембручек, где был руководителем школы. 14 августа 1920 года окружной комендант Национальной стражи в Грудзёндзе назначил его областным комендантом 18-го отряда Национальной стражи. В то время эта должность давала право производить действия, характерные для полиции. 20 сентября 1921 года налоговая служба Поморья назначила его заместителем члена количественной комиссии для сельского района Грудзёндза. Также был членом объединения ветеранов «Союза восставших и военных».
В 1929 году Юлиуш Зелиньский был освобождён от работы в Польше и направлен на работу в системе польского образования заграницей. 1 июля он был принят на работу в новую школу в Злотуве, которая имела статус частной школы национального меньшинства и ключала 2 класса. В начале учебного года 1929/1930 Зелиньский принял на себя руководство школой.
Юлиуш Зелиньский участвовал в общественной жизни польского национального меньшинства в Поморье. Был знаком со священником Болеславом Доманским, который был неформальным лидером поляков в нацистской Германии. Вместе со священником Болеславом Доманским и учителем по фамилии Каня Юлиуш Зелиньский руководил работой молодёжной организации в Закшеве.
Юлиуш Зелиньский был председателем злотувского конференционного региона, организовывал там лекции и беседы, предназначенные не только для учителей, но и для широких кругов польского национального меньшинства злотувской земли, Пятого района Союза поляков в Германии. В одной из характеристик школьных властей так описывалась его деятельность:
...мог [...] найти множество дорог и способов последовательного воплощения в жизнь духовных и культурных ценностей собственного Народа, приучая вверенную ему молодёжь к смелому и активному провозглашению польских убеждений(фрагмент характеристики авторства Юзефа Мозолевского, с 1930 школьного инспектора Союза Польских Школьных Обществ в Берлине и учителя в Злотуве, от 15 июля 1938)

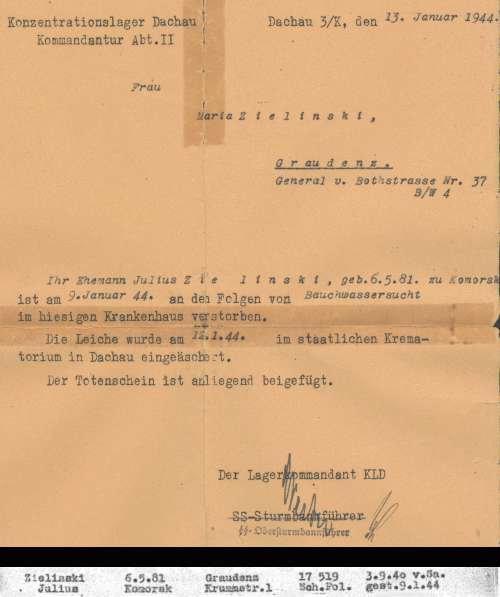
Извещение о смерти и запись в книге регистрации концлагеря Дахау

Начало Второй мировой войны застало Юлиуша Зелиньского с семьёй в Грудзёндзе. В июле 1939 года он окончил свою работу в Злотуве и с августа находился на отдыхе в Грудзёндзе. В новом учебном году 1939/40 он должен был приступить к работе в этом же городе в начальной школе № 13. Юлиуш Зелиньский вместе с семьёй эвакуировался на восток. Это спасло его от расправы с учителями в рамках «Intelligenzaktion». После капитуляции Варшавы вместе с семьёй вернулся в Грудзёндз и там в начале октября 1939 года был арестован немецкой нацистской организацией «Selbstschutz» вместе с большой группой местной интеллигенции. Юлиуш Зелиньский содержался в здании интерната «Общества помощи детям и польской молодёжи пограничных земель», который стал распределительной тюрьмой. Через некоторое время был выпущен.
Был снова арестован в марте 1940 года. Несколько дней находился в тюрьме в Грудзёндзе, после чего в составе большой группы арестантов был вывезен в неизвестном направлении. Через несколько недель появилась информация, что он пребывает в концлагере Заксенхаузен. В сентябре 1940 года был переведён в концентрационный лагерь Дахау, где ему был присвоен номер заключённого 17519.
Умер в концлагере в январе 1944 года согласно официальному заключению по причине асцита (Bauchwassersucht)

## Семья
У Юлиуша Зелиньского было четверо детей:
- Эдмунд (1916—1918) умер во младенчестве;
- Ирена (1914—1994, в замужестве — Шостек) была матерью священника Анджея Шостека и хранителем университетской библиотеки во Вроцлаве. Скончалась в 1991 году;
- Эдвард (1918—1963) во время войны попал в плен. После войны остался жить за границей. Скончался в 1963 году;
- Генрих (1920—1981) также попал в плен, после войны был профессором Вроцлавского университета и отцом профессора Кшиштофа Зелиньского. Скончался в 1981 году.

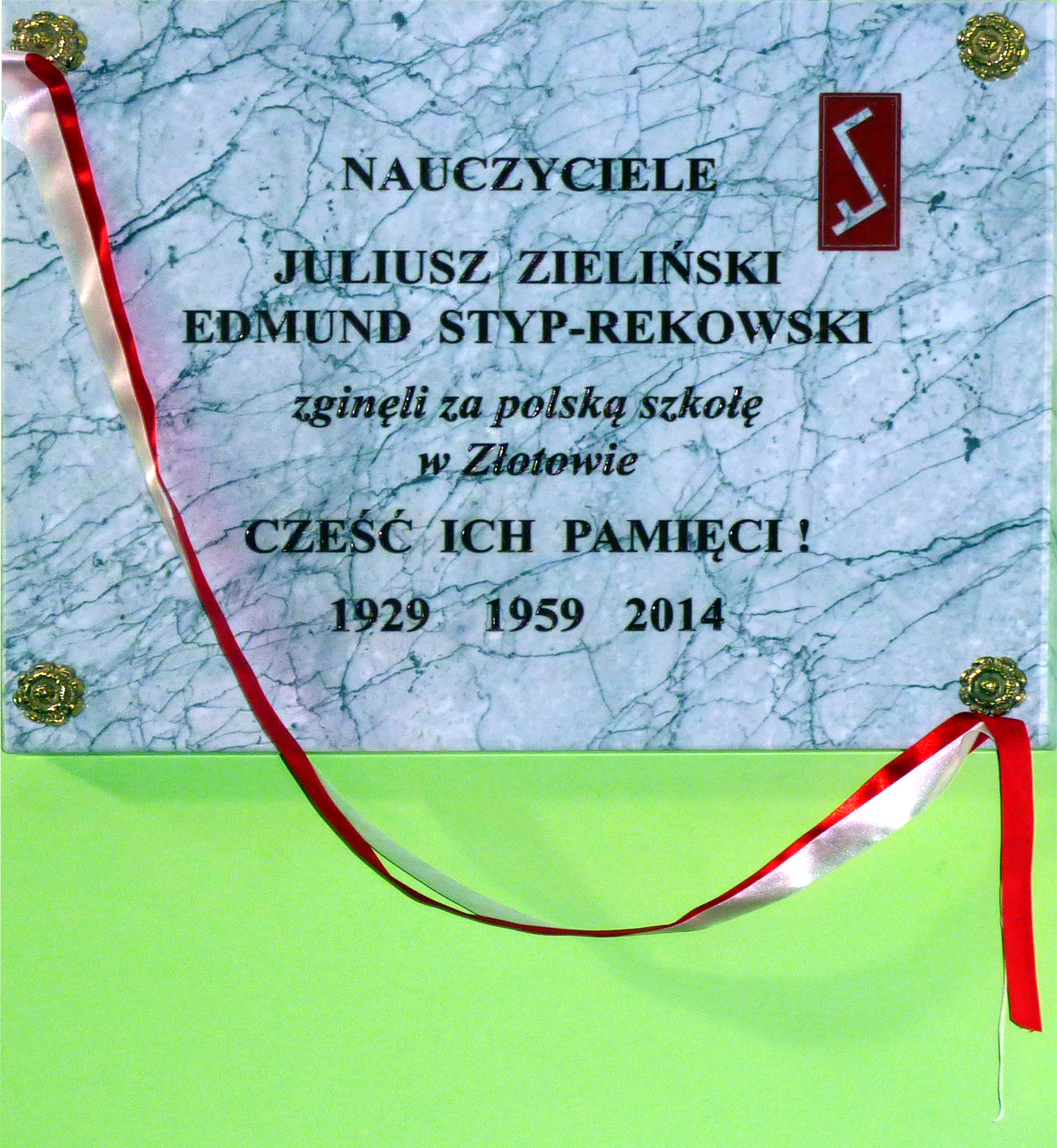
Памятная доска, установленная в 2014 г., в 85-ю годовщину создания польской школы в Злотуве.